# GaAsFet
GaAsFet – (skrót ang. Gallium Arsenide Field Effective Transistor) – jest to tranzystor polowy wykonany na podłożu składającym się z galu i arsenu. W przeciwieństwie do tranzystora MOSFET bramka tranzystora GaAsFET nie jest izolowana od półprzewodnika, w którym powstaje kanał przewodzący prąd. Zasada powstania kanału pomiędzy drenem a źródłem wyjaśnia model złącza m-s. Tranzystory GaAsFET z uwagi na małą pojemność złącza bramka-półprzewodnik są wykorzystywane w technice radiowej. Zakres pracy tego typu tranzystorów wynosi do 100GHz..